# Georges Rawiri
Georges Rawiri (* 10. März 1932 in Lambaréné; † 9. April 2006 in Paris, Frankreich) war ein Politiker und Dichter aus Gabun.
Rawiri, der aus dem Westen Gabuns stammt und der in Alès seine schulische Laufbahn beendete, war seit 1964 als politischer Freund von Omar Bongo in vielfältigen Funktionen in der Politik seines Heimatlandes tätig. So fungierte er im Jahr 1967 als Botschafter in Frankreich.
Später war er unter anderem lange Jahre Finanzminister, von 1971 bis 1974 Außenminister und in den 1980er Jahren Vizepremier; zwei Mal wurde er zum Präsidenten des Senates gewählt, 1997 und 2003.
Rawiri war mehrfach verheiratet und hatte mehrere Kinder, u. a. Angèle Rawiri, die ebenfalls als Schriftstellerin tätig war.